# 2013-as IIHF divízió III-as jégkorong-világbajnokság
A 2013-as IIHF divízió III-as jégkorong-világbajnokságot Fokvárosban, a Dél-afrikai Köztársaságban rendezték április 15. és 21. között. A vb-n hat válogatott vett részt. Az első helyezett feljutott a divízió II B csoportjába.

## Résztvevők
A világbajnokságon a divízió III-ban szereplő négy, valamint a selejtezőből feljutó két csapat vett részt.
Divízió III-as világbajnokság
| Csapat                  | 2012-ben                                                           |
| ----------------------- | ------------------------------------------------------------------ |
| Dél-afrikai Köztársaság | Rendező, a divízió II B csoportjának 6. helyén végzett és kiesett. |
| Dél-Korea               | A divízió III 2. helyén végzett.                                   |
| Luxemburg               | A divízió III 3. helyén végzett.                                   |
| Írország                | A divízió III 4. helyén végzett.                                   |

Selejtező
| Csapat                  | 2012-ben                          |
| ----------------------- | --------------------------------- |
| Görögország             | A divízió III 5. helyén végzett.  |
| Mongólia                | A divízió III 6. helyén végzett.  |
| Grúzia                  | Nem vett részt.                   |
| Egyesült Arab Emírségek | Rendező, 2012-ben nem vett részt. |

## Játékvezetők
Az IIHF 7 vezetőbírót és 12 vonalbírót jelölt ki a tornára. A selejtezőből 3 vezetőbíró és 5 vonalbíró volt.
Divízió III-as világbajnokság
| Vezetőbírók - Vedran Krcelić - Mikko Kaukokari - Stian Halm - Marius Iliescu | Vonalbírók - Maarten van den Acker - Sindri Gunnarsson - Elvijs Trankalis - Tomas Lauksedis - Ramon Sterkens - Jonathan Burger - Ryan Marsh |

Divízió III-as világbajnokság, selejtező
| Vezetőbírók - Ladislav Smetana - Rasmus Toppel - Djordje Fazekas | Vonalbírók - Todor Krastev - Benas Jaksys - Louis Beelen - Alejandro Garcia Banos - Michael Rohrer |

## Selejtező
A mérkőzések kezdési időpontjai helyi idő szerint vannak feltüntetve.
| Jelmagyarázat                               |
| ------------------------------------------- |
| Bejutott a divízió III-as világbajnokságra. |

| Nemzet                  | M | Gy | HGy | HV | V | G+ | G- | Gk  | P |
| ----------------------- | - | -- | --- | -- | - | -- | -- | --- | - |
| Egyesült Arab Emírségek | 3 | 3  | 0   | 0  | 0 | 14 | 3  | +11 | 9 |
| Görögország             | 3 | 2  | 0   | 0  | 1 | 18 | 4  | +14 | 6 |
| Mongólia                | 3 | 1  | 0   | 0  | 2 | 10 | 8  | +2  | 3 |
| Grúzia                  | 3 | 0  | 0   | 0  | 3 | 1  | 28 | −27 | 0 |

| 2012. október 14. 16:00 | Mongólia | 6–0 (1–0, 2–0, 3–0) | Grúzia | Abu-Dzabi Arena, Abu-Dzabi Nézőszám: 70 |

| Jegyzőkönyv | Jegyzőkönyv                                  | Jegyzőkönyv | Jegyzőkönyv     | Jegyzőkönyv                                                                  |
| --- | -------------------------------------------- | ----------- | --------------- | ---------------------------------------------------------------------------- |
| | Munkhbold Bayarsaikhan Baatarkhuu Bazarvaani | Kapusok     | Kakha Ambrolava | Játékvezető: Djordje Fazekas Vonalbírók: Louis Beelen Alejandro Garcia Baños |
| \| B. Jargalsaikhan (M. Namjil) – 12:01 \| 1–0 \| \| \| B. Jargalsaikhan (M. Namjil) – 21:11 \| 2–0 \| \| \| M. Enkhtur (T. Ganbold) (SH) – 27:51 \| 3–0 \| \| \| M. Enkhtur – 42:48 \| 4–0 \| \| \| M. Namjil (M. Enkhtur) (PP) – 46:08 \| 5–0 \| \| \| B. Munkhbayar (Z. Dorjsuren) – 57:31 \| 6–0 \| \| |                                              |             |                 | Játékvezető: Djordje Fazekas Vonalbírók: Louis Beelen Alejandro Garcia Baños |
| 26 perc | Büntetések                                   | 4 perc      |                 | Játékvezető: Djordje Fazekas Vonalbírók: Louis Beelen Alejandro Garcia Baños |
| 41 | Lövések                                      | 13          |                 | Játékvezető: Djordje Fazekas Vonalbírók: Louis Beelen Alejandro Garcia Baños |
| B. Jargalsaikhan (M. Namjil) – 12:01 | 1–0                                          |             |                 | Játékvezető: Djordje Fazekas Vonalbírók: Louis Beelen Alejandro Garcia Baños |
| B. Jargalsaikhan (M. Namjil) – 21:11 | 2–0                                          |             |                 | Játékvezető: Djordje Fazekas Vonalbírók: Louis Beelen Alejandro Garcia Baños |
| M. Enkhtur (T. Ganbold) (SH) – 27:51 | 3–0                                          |             |                 | Játékvezető: Djordje Fazekas Vonalbírók: Louis Beelen Alejandro Garcia Baños |
| M. Enkhtur – 42:48 | 4–0                                          |             |                 |                                                                              |
| M. Namjil (M. Enkhtur) (PP) – 46:08 | 5–0                                          |             |                 |                                                                              |
| B. Munkhbayar (Z. Dorjsuren) – 57:31 | 6–0                                          |             |                 |                                                                              |

| 2012. október 14. 19:30 | Egyesült Arab Emírségek | 2–0 (1–0, 1–0, 0–0) | Görögország | Abu-Dzabi Arena, Abu-Dzabi Nézőszám: 357 |

| Jegyzőkönyv | Jegyzőkönyv       | Jegyzőkönyv | Jegyzőkönyv        | Jegyzőkönyv                                                           |
| --- | ----------------- | ----------- | ------------------ | --------------------------------------------------------------------- |
| | Khaled Al Suwaidi | Kapusok     | Ntalimpor Ploutsis | Játékvezető: Ladislav Smetana Vonalbírók: Benas Jaksys Michaël Rohrer |
| \| J. Al Dhaheri (S. Al Mheiri) (PP) – 15:34 \| 1–0 \| \| \| M. Al Mazrouei (J. Al Dhaheri) – 34:07 \| 2–0 \| \| |                   |             |                    | Játékvezető: Ladislav Smetana Vonalbírók: Benas Jaksys Michaël Rohrer |
| 10 perc | Büntetések        | 12 perc     |                    | Játékvezető: Ladislav Smetana Vonalbírók: Benas Jaksys Michaël Rohrer |
| 39 | Lövések           | 25          |                    | Játékvezető: Ladislav Smetana Vonalbírók: Benas Jaksys Michaël Rohrer |
| J. Al Dhaheri (S. Al Mheiri) (PP) – 15:34                                                                        | 1–0               |             |                    | Játékvezető: Ladislav Smetana Vonalbírók: Benas Jaksys Michaël Rohrer |
| M. Al Mazrouei (J. Al Dhaheri) – 34:07                                                                           | 2–0               |             |                    | Játékvezető: Ladislav Smetana Vonalbírók: Benas Jaksys Michaël Rohrer |

| 2012. október 15. 16:00 | Görögország | 13–0 (4–0, 7–0, 2–0) | Grúzia | Abu-Dzabi Arena, Abu-Dzabi Nézőszám: 67 |

| Jegyzőkönyv | Jegyzőkönyv        | Jegyzőkönyv | Jegyzőkönyv     | Jegyzőkönyv                                                                 |
| --- | ------------------ | ----------- | --------------- | --------------------------------------------------------------------------- |
| | Ntalimpor Ploutsis | Kapusok     | Kakha Ambrolava | Játékvezető: Rasmus Toppel Vonalbírók: Alejandro Garcia Baños Todor Krastev |
| \| D. Malamas – 01:47 \| 1–0 \| \| \| I. Koufis (D. Kalyvas, O. Tilios) – 02:58 \| 2–0 \| \| \| D. Kalyvas (A. Valsamas-Rallis, L. Efkarpidis) (PP) – 06:10 \| 3–0 \| \| \| G. Kalyvas (O. Tilios) – 10:26 \| 4–0 \| \| \| D. Malamas (L. Efkarpidis) – 27:34 \| 5–0 \| \| \| I. Koufis (O. Tilios, G. Kalyvas) – 28:35 \| 6–0 \| \| \| I. Koufis (D. Kalyvas, N. Papadopoulos) – 33:29 \| 7–0 \| \| \| N. Papadopoulos (G. Adamidis) – 34:42 \| 8–0 \| \| \| D. Kalyvas (I. Koufis, G. Kalyvas) – 35:47 \| 9–0 \| \| \| I. Ziakas (N. Papadopoulos, K. Adamidis) – 36:22 \| 10–0 \| \| \| A. Valsamas-Rallis (SH) – 37:12 \| 11–0 \| \| \| G. Kouleles (L. Efkarpidis, K. Adamidis) (PP) – 42:05 \| 12–0 \| \| \| I. \| 13–0 \| \| |                    |             |                 | Játékvezető: Rasmus Toppel Vonalbírók: Alejandro Garcia Baños Todor Krastev |
| 22 perc | Büntetések         | 12 perc     |                 | Játékvezető: Rasmus Toppel Vonalbírók: Alejandro Garcia Baños Todor Krastev |
| 41 | Lövések            | 19          |                 | Játékvezető: Rasmus Toppel Vonalbírók: Alejandro Garcia Baños Todor Krastev |
| D. Malamas – 01:47 | 1–0                |             |                 | Játékvezető: Rasmus Toppel Vonalbírók: Alejandro Garcia Baños Todor Krastev |
| I. Koufis (D. Kalyvas, O. Tilios) – 02:58 | 2–0                |             |                 | Játékvezető: Rasmus Toppel Vonalbírók: Alejandro Garcia Baños Todor Krastev |
| D. Kalyvas (A. Valsamas-Rallis, L. Efkarpidis) (PP) – 06:10 | 3–0                |             |                 | Játékvezető: Rasmus Toppel Vonalbírók: Alejandro Garcia Baños Todor Krastev |
| G. Kalyvas (O. Tilios) – 10:26 | 4–0                |             |                 |                                                                             |
| D. Malamas (L. Efkarpidis) – 27:34 | 5–0                |             |                 |                                                                             |
| I. Koufis (O. Tilios, G. Kalyvas) – 28:35 | 6–0                |             |                 |                                                                             |
| I. Koufis (D. Kalyvas, N. Papadopoulos) – 33:29 | 7–0                |             |                 |                                                                             |
| N. Papadopoulos (G. Adamidis) – 34:42 | 8–0                |             |                 |                                                                             |
| D. Kalyvas (I. Koufis, G. Kalyvas) – 35:47 | 9–0                |             |                 |                                                                             |
| I. Ziakas (N. Papadopoulos, K. Adamidis) – 36:22 | 10–0               |             |                 |                                                                             |
| A. Valsamas-Rallis (SH) – 37:12 | 11–0               |             |                 |                                                                             |
| G. Kouleles (L. Efkarpidis, K. Adamidis) (PP) – 42:05 | 12–0               |             |                 |                                                                             |
| I. | 13–0               |             |                 |                                                                             |

| 2012. október 15. 19:30 | Mongólia | 2–3 (0–1, 1–2, 1–0) | Egyesült Arab Emírségek | Abu-Dzabi Arena, Abu-Dzabi Nézőszám: 246 |

| Jegyzőkönyv | Jegyzőkönyv            | Jegyzőkönyv                                | Jegyzőkönyv       | Jegyzőkönyv                                                        |
| --- | ---------------------- | ------------------------------------------ | ----------------- | ------------------------------------------------------------------ |
| | Munkhbold Bayarsaikhan | Kapusok                                    | Khaled Al Suwaidi | Játékvezető: Djordje Fazekas Vonalbírók: Louis Beelen Benas Jaksys |
| \| \| 0–1 \| 01:47 – J. Dhaheri (M. Al Mazrouei) \| \| M. Namjil – 25:01 \| 1–1 \| \| \| \| 1–2 \| 25:51 – M. Al Mazrouei (PP) \| \| \| 1–3 \| 28:47 – M. Al Shamisi (O. Al Shamisi) (PP) \| \| T. Baatarkhuu (B. Zorigt) – 59:52 \| 2–3 \| \| |                        |                                            |                   | Játékvezető: Djordje Fazekas Vonalbírók: Louis Beelen Benas Jaksys |
| 63 perc | Büntetések             | 32 perc                                    |                   | Játékvezető: Djordje Fazekas Vonalbírók: Louis Beelen Benas Jaksys |
| 14 | Lövések                | 55                                         |                   | Játékvezető: Djordje Fazekas Vonalbírók: Louis Beelen Benas Jaksys |
| | 0–1                    | 01:47 – J. Dhaheri (M. Al Mazrouei)        |                   | Játékvezető: Djordje Fazekas Vonalbírók: Louis Beelen Benas Jaksys |
| M. Namjil – 25:01 | 1–1                    |                                            |                   | Játékvezető: Djordje Fazekas Vonalbírók: Louis Beelen Benas Jaksys |
| | 1–2                    | 25:51 – M. Al Mazrouei (PP)                |                   | Játékvezető: Djordje Fazekas Vonalbírók: Louis Beelen Benas Jaksys |
| | 1–3                    | 28:47 – M. Al Shamisi (O. Al Shamisi) (PP) |                   |                                                                    |
| T. Baatarkhuu (B. Zorigt) – 59:52 | 2–3                    |                                            |                   |                                                                    |

| 2012. október 17. 16:00 | Görögország | 5–2 (1–1, 1–1, 3–0) | Mongólia | Abu-Dzabi Arena, Abu-Dzabi Nézőszám: 175 |

| Jegyzőkönyv | Jegyzőkönyv        | Jegyzőkönyv                           | Jegyzőkönyv            | Jegyzőkönyv                                                          |
| --- | ------------------ | ------------------------------------- | ---------------------- | -------------------------------------------------------------------- |
| | Ntalimpor Ploutsis | Kapusok                               | Munkhbold Bayarsaikhan | Játékvezető: Ladislav Smetana Vonalbírók: Benas Jaksys Todor Krastev |
| \| A. Valsamas-Rallis – 07:24 \| 1–0 \| \| \| \| 1–1 \| 17:58 – B. Bayajikh (E. Altansan) \| \| D. Kalyvas (N. Papadopoulos) (PP) – 21:07 \| 2–1 \| \| \| \| 2–2 \| 39:36 – M. Namjil (O-E. Zorigod) (SH) \| \| I. Koufis – 41:05 \| 3–2 \| \| \| A. Valsamas-Rallis (D. Malamas) – 49:24 \| 4–2 \| \| \| I. Koufis (D. Kalyvas) – 59:35 \| 5–2 \| \| |                    |                                       |                        | Játékvezető: Ladislav Smetana Vonalbírók: Benas Jaksys Todor Krastev |
| 8 perc | Büntetések         | 40 perc                               |                        | Játékvezető: Ladislav Smetana Vonalbírók: Benas Jaksys Todor Krastev |
| 44 | Lövések            | 25                                    |                        | Játékvezető: Ladislav Smetana Vonalbírók: Benas Jaksys Todor Krastev |
| A. Valsamas-Rallis – 07:24 | 1–0                |                                       |                        | Játékvezető: Ladislav Smetana Vonalbírók: Benas Jaksys Todor Krastev |
| | 1–1                | 17:58 – B. Bayajikh (E. Altansan)     |                        | Játékvezető: Ladislav Smetana Vonalbírók: Benas Jaksys Todor Krastev |
| D. Kalyvas (N. Papadopoulos) (PP) – 21:07 | 2–1                |                                       |                        | Játékvezető: Ladislav Smetana Vonalbírók: Benas Jaksys Todor Krastev |
| | 2–2                | 39:36 – M. Namjil (O-E. Zorigod) (SH) |                        |                                                                      |
| I. Koufis – 41:05 | 3–2                |                                       |                        |                                                                      |
| A. Valsamas-Rallis (D. Malamas) – 49:24 | 4–2                |                                       |                        |                                                                      |
| I. Koufis (D. Kalyvas) – 59:35 | 5–2                |                                       |                        |                                                                      |

| 2012. október 17. 19:30 | Grúzia | 1–9 (1–1, 0–4, 0–4) | Egyesült Arab Emírségek | Abu-Dzabi Arena, Abu-Dzabi Nézőszám: 247 |

| Jegyzőkönyv | Jegyzőkönyv                          | Jegyzőkönyv                                           | Jegyzőkönyv      | Jegyzőkönyv                                                        |
| --- | ------------------------------------ | ----------------------------------------------------- | ---------------- | ------------------------------------------------------------------ |
| | Kakha Ambrolava Alexander Vashakidze | Kapusok                                               | Ahmed Al Dhaheri | Játékvezető: Rasmus Toppel Vonalbírók: Louis Beelen Michaël Rohrer |
| \| G. Jeiranashvili (A. Geperidze) – 14:54 \| 1–0 \| \| \| \| 1–1 \| 06:33 – A. Al Haddad (F. Al Blooshi) \| \| \| 1–2 \| 21:10 – J. Al Dhaheri (S. Al Mheiri, M. Al Mazrouei) \| \| \| 1–3 \| 29:57 – M. Al Mazrouei (J. Al Dhaheri, M. Al Shamisi) \| \| \| 1–4 \| 30:38 – A. Al Sarour (A. Al Haddad, M. Al Shamisi) \| \| \| 1–5 \| 48:57 – O. Al Shamisi (Y. Al Jneibi) \| \| \| 1–6 \| 44:18 – S. Al Mheiri (M. Al Zaabi, M. Al Dhaheri) \| \| \| 1–7 \| 51:03 – E. Bu Debs (A. Al Haddad) \| \| \| 1–8 \| 54:27 – S. Al Mheiri (J. Al Dhaheri, M. Al Mazrouei) \| \| \| 1–9 \| 59:30 – A. Al Haddad \| |                                      |                                                       |                  | Játékvezető: Rasmus Toppel Vonalbírók: Louis Beelen Michaël Rohrer |
| 4 perc | Büntetések                           | 6 perc                                                |                  | Játékvezető: Rasmus Toppel Vonalbírók: Louis Beelen Michaël Rohrer |
| 12 | Lövések                              | 44                                                    |                  | Játékvezető: Rasmus Toppel Vonalbírók: Louis Beelen Michaël Rohrer |
| G. Jeiranashvili (A. Geperidze) – 14:54 | 1–0                                  |                                                       |                  | Játékvezető: Rasmus Toppel Vonalbírók: Louis Beelen Michaël Rohrer |
| | 1–1                                  | 06:33 – A. Al Haddad (F. Al Blooshi)                  |                  | Játékvezető: Rasmus Toppel Vonalbírók: Louis Beelen Michaël Rohrer |
| | 1–2                                  | 21:10 – J. Al Dhaheri (S. Al Mheiri, M. Al Mazrouei)  |                  | Játékvezető: Rasmus Toppel Vonalbírók: Louis Beelen Michaël Rohrer |
| | 1–3                                  | 29:57 – M. Al Mazrouei (J. Al Dhaheri, M. Al Shamisi) |                  |                                                                    |
| | 1–4                                  | 30:38 – A. Al Sarour (A. Al Haddad, M. Al Shamisi)    |                  |                                                                    |
| | 1–5                                  | 48:57 – O. Al Shamisi (Y. Al Jneibi)                  |                  |                                                                    |
| | 1–6                                  | 44:18 – S. Al Mheiri (M. Al Zaabi, M. Al Dhaheri)     |                  |                                                                    |
| | 1–7                                  | 51:03 – E. Bu Debs (A. Al Haddad)                     |                  |                                                                    |
| | 1–8                                  | 54:27 – S. Al Mheiri (J. Al Dhaheri, M. Al Mazrouei)  |                  |                                                                    |
| | 1–9                                  | 59:30 – A. Al Haddad                                  |                  |                                                                    |

## Divízió III-as világbajnokság
A mérkőzések kezdési időpontja helyi idő szerint vannak feltüntetve.
| Jelmagyarázat                |
| ---------------------------- |
| Feljutott a divízió II B-be. |

| Nemzet                  | M | Gy | HGy | HV | V | G+ | G- | Gk  | P  |
| ----------------------- | - | -- | --- | -- | - | -- | -- | --- | -- |
| Dél-afrikai Köztársaság | 5 | 5  | 0   | 0  | 0 | 39 | 8  | +31 | 15 |
| Észak-Korea             | 5 | 4  | 0   | 0  | 1 | 20 | 11 | +9  | 12 |
| Luxemburg               | 5 | 3  | 0   | 0  | 2 | 20 | 13 | +7  | 9  |
| Írország                | 5 | 2  | 0   | 0  | 3 | 18 | 20 | −2  | 6  |
| Görögország             | 5 | 1  | 0   | 0  | 4 | 11 | 27 | −16 | 3  |
| Egyesült Arab Emírségek | 5 | 0  | 0   | 0  | 5 | 10 | 39 | −29 | 0  |

| 2013. április 15. 13:00 | Észak-Korea | 5–3 (3–1, 1–1, 1–1) | Egyesült Arab Emírségek | Grandwest Ice Arena, Fokváros Nézőszám: 120 |

| Jegyzőkönyv | Jegyzőkönyv               | Jegyzőkönyv                               | Jegyzőkönyv       | Jegyzőkönyv                                                                   |
| --- | ------------------------- | ----------------------------------------- | ----------------- | ----------------------------------------------------------------------------- |
| | Pak Kun-Hyok Pak Kuk-Chol | Kapusok                                   | Khaled Al-Suwaidi | Játékvezető: Marius Iliescu Vonalbírók: Jonathan Burger Maarten van den Acker |
| \| Kim C-H. (Jon S-C.) – 02:25 \| 1–0 \| \| \| Hong C-R. (Kim C-B.) – 08:25 \| 2–0 \| \| \| Hong C-R (Jon S-C.) – 17:20 \| 3–0 \| \| \| \| 3–1 \| 17:45 – S. Al-Romaithi \| \| \| 3–2 \| 21:43 – O. Al-Shamisi \| \| Ri P-I. – 27:51 \| 4–2 \| \| \| Kim H-J. (Hong C-R., Kim C-B.) – 56:32 \| 5–2 \| \| \| \| 5–3 \| 59:59 – S. Al-Nuaimi (O. Al-Shamisi) (PP) \| |                           |                                           |                   | Játékvezető: Marius Iliescu Vonalbírók: Jonathan Burger Maarten van den Acker |
| 16 perc | Büntetések                | 10 perc                                   |                   | Játékvezető: Marius Iliescu Vonalbírók: Jonathan Burger Maarten van den Acker |
| 33 | Lövések                   | 12                                        |                   | Játékvezető: Marius Iliescu Vonalbírók: Jonathan Burger Maarten van den Acker |
| Kim C-H. (Jon S-C.) – 02:25 | 1–0                       |                                           |                   | Játékvezető: Marius Iliescu Vonalbírók: Jonathan Burger Maarten van den Acker |
| Hong C-R. (Kim C-B.) – 08:25 | 2–0                       |                                           |                   | Játékvezető: Marius Iliescu Vonalbírók: Jonathan Burger Maarten van den Acker |
| Hong C-R (Jon S-C.) – 17:20 | 3–0                       |                                           |                   | Játékvezető: Marius Iliescu Vonalbírók: Jonathan Burger Maarten van den Acker |
| | 3–1                       | 17:45 – S. Al-Romaithi                    |                   |                                                                               |
| | 3–2                       | 21:43 – O. Al-Shamisi                     |                   |                                                                               |
| Ri P-I. – 27:51 | 4–2                       |                                           |                   |                                                                               |
| Kim H-J. (Hong C-R., Kim C-B.) – 56:32 | 5–2                       |                                           |                   |                                                                               |
| | 5–3                       | 59:59 – S. Al-Nuaimi (O. Al-Shamisi) (PP) |                   |                                                                               |

| 2013. április 15. 16:15 | Görögország | 3–6 (1–1, 1–1, 1–4) | Írország | Grandwest Ice Arena, Fokváros Nézőszám: 150 |

| Jegyzőkönyv | Jegyzőkönyv      | Jegyzőkönyv                                     | Jegyzőkönyv       | Jegyzőkönyv                                                           |
| --- | ---------------- | ----------------------------------------------- | ----------------- | --------------------------------------------------------------------- |
| | Dalibor Ploutsis | Kapusok                                         | Scott Bickerstaff | Játékvezető: Stian Halm Vonalbírók: Sindri Gunnarsson Tomas Lauksedis |
| \| \| 0–1 \| 00:25 – G. Roberts \| \| P. Koulouris (D. Kalyvas) (PP) – 04:41 \| 1–1 \| \| \| \| 1–2 \| 34:45 – T. O'Driscoll (S. Adams, G. Roberts) \| \| A. Valsamas-Rallis (N. Papadopoulos) – 38:32 \| 2–2 \| \| \| \| 2–3 \| 40:08 – A. Jackson-Wyatt (S. Adams) \| \| \| 2–4 \| 45:21 – C. Redmond \| \| \| 2–5 \| 45:57 – G. Roberts (S. Adams, A. Jackson-Wyatt) \| \| O. Tilios (D. Kalyvas) – 50:17 \| 3–5 \| \| \| \| 3–6 \| 58:54 – C. Redmond (S. Balmer) \| |                  |                                                 |                   | Játékvezető: Stian Halm Vonalbírók: Sindri Gunnarsson Tomas Lauksedis |
| 45 perc | Büntetések       | 37 perc                                         |                   | Játékvezető: Stian Halm Vonalbírók: Sindri Gunnarsson Tomas Lauksedis |
| 41 | Lövések          | 27                                              |                   | Játékvezető: Stian Halm Vonalbírók: Sindri Gunnarsson Tomas Lauksedis |
| | 0–1              | 00:25 – G. Roberts                              |                   | Játékvezető: Stian Halm Vonalbírók: Sindri Gunnarsson Tomas Lauksedis |
| P. Koulouris (D. Kalyvas) (PP) – 04:41 | 1–1              |                                                 |                   | Játékvezető: Stian Halm Vonalbírók: Sindri Gunnarsson Tomas Lauksedis |
| | 1–2              | 34:45 – T. O'Driscoll (S. Adams, G. Roberts)    |                   | Játékvezető: Stian Halm Vonalbírók: Sindri Gunnarsson Tomas Lauksedis |
| A. Valsamas-Rallis (N. Papadopoulos) – 38:32 | 2–2              |                                                 |                   |                                                                       |
| | 2–3              | 40:08 – A. Jackson-Wyatt (S. Adams)             |                   |                                                                       |
| | 2–4              | 45:21 – C. Redmond                              |                   |                                                                       |
| | 2–5              | 45:57 – G. Roberts (S. Adams, A. Jackson-Wyatt) |                   |                                                                       |
| O. Tilios (D. Kalyvas) – 50:17 | 3–5              |                                                 |                   |                                                                       |
| | 3–6              | 58:54 – C. Redmond (S. Balmer)                  |                   |                                                                       |

| 2013. április 15. 20:00 | Luxemburg | 2–5 (0–0, 2–3, 0–2) | Dél-afrikai Köztársaság | Grandwest Ice Arena, Fokváros Nézőszám: 596 |

| Jegyzőkönyv | Jegyzőkönyv   | Jegyzőkönyv                                     | Jegyzőkönyv | Jegyzőkönyv                                                             |
| --- | ------------- | ----------------------------------------------- | ----------- | ----------------------------------------------------------------------- |
| | Michel Welter | Kapusok                                         | Jack Nebe   | Játékvezető: Vedran Krcelić Vonalbírók: Ramon Sterkens Elvijs Trankalis |
| \| \| 0–1 \| 26:18 – X. Botha (C. Nebe) \| \| \| 0–2 \| 29:10 – J. Reinecke (M. Reinecke, U. Samaai) \| \| \| 0–3 \| 31:39 – C. Birrell (C. Reeves, J. Valadas) (PP) \| \| B. Welter (B. Houdremont, R. Beran) (PP) – 34:45 \| 1–3 \| \| \| B. Welter – 35:41 \| 2–3 \| \| \| \| 2–4 \| 45:21 – Z. du Plessis (J. Valadas) (PP) \| \| \| 2–5 \| 59:27 – M. Giot (J. Valadas) \| |               |                                                 |             | Játékvezető: Vedran Krcelić Vonalbírók: Ramon Sterkens Elvijs Trankalis |
| 14 perc | Büntetések    | 28 perc                                         |             | Játékvezető: Vedran Krcelić Vonalbírók: Ramon Sterkens Elvijs Trankalis |
| 27 | Lövések       | 56                                              |             | Játékvezető: Vedran Krcelić Vonalbírók: Ramon Sterkens Elvijs Trankalis |
| | 0–1           | 26:18 – X. Botha (C. Nebe)                      |             | Játékvezető: Vedran Krcelić Vonalbírók: Ramon Sterkens Elvijs Trankalis |
| | 0–2           | 29:10 – J. Reinecke (M. Reinecke, U. Samaai)    |             | Játékvezető: Vedran Krcelić Vonalbírók: Ramon Sterkens Elvijs Trankalis |
| | 0–3           | 31:39 – C. Birrell (C. Reeves, J. Valadas) (PP) |             | Játékvezető: Vedran Krcelić Vonalbírók: Ramon Sterkens Elvijs Trankalis |
| B. Welter (B. Houdremont, R. Beran) (PP) – 34:45 | 1–3           |                                                 |             |                                                                         |
| B. Welter – 35:41 | 2–3           |                                                 |             |                                                                         |
| | 2–4           | 45:21 – Z. du Plessis (J. Valadas) (PP)         |             |                                                                         |
| | 2–5           | 59:27 – M. Giot (J. Valadas)                    |             |                                                                         |

| 2013. április 16. 13:00 | Egyesült Arab Emírségek | 3–4 (2–1, 0–3, 1–0) | Görögország | Grandwest Ice Arena, Fokváros Nézőszám: 120 |

| Jegyzőkönyv | Jegyzőkönyv       | Jegyzőkönyv                                        | Jegyzőkönyv       | Jegyzőkönyv                                                             |
| --- | ----------------- | -------------------------------------------------- | ----------------- | ----------------------------------------------------------------------- |
| | Khaled Al-Suwaidi | Kapusok                                            | Georgios Fiotakis | Játékvezető: Vedran Krcelić Vonalbírók: Ramon Sterkens Elvijs Trankalis |
| \| A. Al-Mazrouei (J. Al-Dhaheri) – 02:44 \| 1–0 \| \| \| J. Al-Dhaheri (SH) – 05:00 \| 2–0 \| \| \| \| 2–1 \| 05:53 – P. Koulouris (N. Papadopoulos, D. Kalyvas) \| \| \| 2–2 \| 26:11 – G. Kalyvas (N. Papadopoulos) \| \| \| 2–3 \| 32:40 – I. Koufis (D. Kalyvas, P. Koulouris) \| \| \| 2–4 \| 38:37 – P. Koulouris (D. Kalyvas) \| \| M. Al-Shamisi (J. Al-Dhaheri) – 51:28 \| 3–4 \| \| |                   |                                                    |                   | Játékvezető: Vedran Krcelić Vonalbírók: Ramon Sterkens Elvijs Trankalis |
| 10 perc | Büntetések        | 10 perc                                            |                   | Játékvezető: Vedran Krcelić Vonalbírók: Ramon Sterkens Elvijs Trankalis |
| 20 | Lövések           | 29                                                 |                   | Játékvezető: Vedran Krcelić Vonalbírók: Ramon Sterkens Elvijs Trankalis |
| A. Al-Mazrouei (J. Al-Dhaheri) – 02:44 | 1–0               |                                                    |                   | Játékvezető: Vedran Krcelić Vonalbírók: Ramon Sterkens Elvijs Trankalis |
| J. Al-Dhaheri (SH) – 05:00 | 2–0               |                                                    |                   | Játékvezető: Vedran Krcelić Vonalbírók: Ramon Sterkens Elvijs Trankalis |
| | 2–1               | 05:53 – P. Koulouris (N. Papadopoulos, D. Kalyvas) |                   | Játékvezető: Vedran Krcelić Vonalbírók: Ramon Sterkens Elvijs Trankalis |
| | 2–2               | 26:11 – G. Kalyvas (N. Papadopoulos)               |                   |                                                                         |
| | 2–3               | 32:40 – I. Koufis (D. Kalyvas, P. Koulouris)       |                   |                                                                         |
| | 2–4               | 38:37 – P. Koulouris (D. Kalyvas)                  |                   |                                                                         |
| M. Al-Shamisi (J. Al-Dhaheri) – 51:28 | 3–4               |                                                    |                   |                                                                         |

| 2013. április 16. 16:15 | Észak-Korea | 5–2 (2–0, 3–0, 0–2) | Luxemburg | Grandwest Ice Arena, Fokváros Nézőszám: 105 |

| Jegyzőkönyv | Jegyzőkönyv               | Jegyzőkönyv                       | Jegyzőkönyv     | Jegyzőkönyv                                                        |
| --- | ------------------------- | --------------------------------- | --------------- | ------------------------------------------------------------------ |
| | Pak Kuk-Chol Pak Kun-Hyok | Kapusok                           | Philippe Lepage | Játékvezető: Marius Iliescu Vonalbírók: Tomas Lauksedis Ryan Marsh |
| \| Ri C-M. (Ri S-G.) – 05:07 \| 1–0 \| \| \| Kim K-H. (Ri S-G.) – 06:58 \| 2–0 \| \| \| Ri C-M. – 20:25 \| 3–0 \| \| \| Kim S-G. (Jong S-I.) – 33:04 \| 4–0 \| \| \| Kim H-J. (Hong C-R.) – 35:44 \| 5–0 \| \| \| \| 5–1 \| 45:40 – B. Welter (R. Beran) (SH) \| \| \| 5–2 \| 59:27 – B. Houdremont (F. Schons) \| |                           |                                   |                 | Játékvezető: Marius Iliescu Vonalbírók: Tomas Lauksedis Ryan Marsh |
| 14 perc | Büntetések                | 26 perc                           |                 | Játékvezető: Marius Iliescu Vonalbírók: Tomas Lauksedis Ryan Marsh |
| 36 | Lövések                   | 30                                |                 | Játékvezető: Marius Iliescu Vonalbírók: Tomas Lauksedis Ryan Marsh |
| Ri C-M. (Ri S-G.) – 05:07 | 1–0                       |                                   |                 | Játékvezető: Marius Iliescu Vonalbírók: Tomas Lauksedis Ryan Marsh |
| Kim K-H. (Ri S-G.) – 06:58 | 2–0                       |                                   |                 | Játékvezető: Marius Iliescu Vonalbírók: Tomas Lauksedis Ryan Marsh |
| Ri C-M. – 20:25 | 3–0                       |                                   |                 | Játékvezető: Marius Iliescu Vonalbírók: Tomas Lauksedis Ryan Marsh |
| Kim S-G. (Jong S-I.) – 33:04 | 4–0                       |                                   |                 |                                                                    |
| Kim H-J. (Hong C-R.) – 35:44 | 5–0                       |                                   |                 |                                                                    |
| | 5–1                       | 45:40 – B. Welter (R. Beran) (SH) |                 |                                                                    |
| | 5–2                       | 59:27 – B. Houdremont (F. Schons) |                 |                                                                    |

| 2013. április 16. 20:00 | Dél-afrikai Köztársaság | 7–4 (1–0, 3–2, 3–2) | Írország | Grandwest Ice Arena, Fokváros Nézőszám: 749 |

| Jegyzőkönyv | Jegyzőkönyv | Jegyzőkönyv                                  | Jegyzőkönyv       | Jegyzőkönyv                                                                      |
| --- | ----------- | -------------------------------------------- | ----------------- | -------------------------------------------------------------------------------- |
| | Jack Nebe   | Kapusok                                      | Scott Bickerstaff | Játékvezető: Mikko Kaukokari Vonalbírók: Sindri Gunnarsson Maarten van den Acker |
| \| D. Magmoed (M. Reinecke) – 17:03 \| 1–0 \| \| \| U. Samaai (M. Reinecke) – 20:28 \| 2–0 \| \| \| \| 2–1 \| 24:05 – G. Roberts (S. Hamill) \| \| M. Reinecke (U. Samaai, C. Birrell) (PP) – 26:13 \| 3–1 \| \| \| R. Forsyth (M. Giot) – 35:24 \| 4–1 \| \| \| \| 4–2 \| 39:34 – S. Hamill (S. Sooley, T. O'Driscoll) \| \| U. Samaai (D. Watson) (SH) – 47:00 \| 5–2 \| \| \| Z. du Plessis – 48:12 \| 6–2 \| \| \| L. Stringer (M. Giot) – 54:15 \| 7–2 \| \| \| \| 7–3 \| 54:46 – C. Redmond \| \| \| 7–4 \| 57:27 – G. Roberts (C. Redmond) \| |             |                                              |                   | Játékvezető: Mikko Kaukokari Vonalbírók: Sindri Gunnarsson Maarten van den Acker |
| 14 perc | Büntetések  | 12 perc                                      |                   | Játékvezető: Mikko Kaukokari Vonalbírók: Sindri Gunnarsson Maarten van den Acker |
| 62 | Lövések     | 27                                           |                   | Játékvezető: Mikko Kaukokari Vonalbírók: Sindri Gunnarsson Maarten van den Acker |
| D. Magmoed (M. Reinecke) – 17:03 | 1–0         |                                              |                   | Játékvezető: Mikko Kaukokari Vonalbírók: Sindri Gunnarsson Maarten van den Acker |
| U. Samaai (M. Reinecke) – 20:28 | 2–0         |                                              |                   | Játékvezető: Mikko Kaukokari Vonalbírók: Sindri Gunnarsson Maarten van den Acker |
| | 2–1         | 24:05 – G. Roberts (S. Hamill)               |                   | Játékvezető: Mikko Kaukokari Vonalbírók: Sindri Gunnarsson Maarten van den Acker |
| M. Reinecke (U. Samaai, C. Birrell) (PP) – 26:13 | 3–1         |                                              |                   |                                                                                  |
| R. Forsyth (M. Giot) – 35:24 | 4–1         |                                              |                   |                                                                                  |
| | 4–2         | 39:34 – S. Hamill (S. Sooley, T. O'Driscoll) |                   |                                                                                  |
| U. Samaai (D. Watson) (SH) – 47:00 | 5–2         |                                              |                   |                                                                                  |
| Z. du Plessis – 48:12 | 6–2         |                                              |                   |                                                                                  |
| L. Stringer (M. Giot) – 54:15 | 7–2         |                                              |                   |                                                                                  |
| | 7–3         | 54:46 – C. Redmond                           |                   |                                                                                  |
| | 7–4         | 57:27 – G. Roberts (C. Redmond)              |                   |                                                                                  |

| 2013. április 18. 13:00 | Luxemburg | 5–0 (0–0, 2–0 3–0) | Írország | Grandwest Ice Arena, Fokváros Nézőszám: 109 |

| Jegyzőkönyv | Jegyzőkönyv   | Jegyzőkönyv | Jegyzőkönyv                   | Jegyzőkönyv                                                                   |
| --- | ------------- | ----------- | ----------------------------- | ----------------------------------------------------------------------------- |
| | Michel Welter | Kapusok     | Scott Bickerstaff Adam Pepper | Játékvezető: Vedran Krcelić Vonalbírók: Jonathan Burger Maarten van den Acker |
| \| S. Backes (E. Wambach) (PP) – 32:14 \| 1–0 \| \| \| K. Gronlund – 36:06 \| 2–0 \| \| \| T. Beran (S. Backes) – 49:11 \| 3–0 \| \| \| R. Beran (B. Houdremont) – 54:41 \| 4–0 \| \| \| S. Backes (T. Beran, S. Minden) – 55:06 \| 5–0 \| \| |               |             |                               | Játékvezető: Vedran Krcelić Vonalbírók: Jonathan Burger Maarten van den Acker |
| 8 perc | Büntetések    | 18 perc     |                               | Játékvezető: Vedran Krcelić Vonalbírók: Jonathan Burger Maarten van den Acker |
| 24 | Lövések       | 15          |                               | Játékvezető: Vedran Krcelić Vonalbírók: Jonathan Burger Maarten van den Acker |
| S. Backes (E. Wambach) (PP) – 32:14 | 1–0           |             |                               | Játékvezető: Vedran Krcelić Vonalbírók: Jonathan Burger Maarten van den Acker |
| K. Gronlund – 36:06 | 2–0           |             |                               | Játékvezető: Vedran Krcelić Vonalbírók: Jonathan Burger Maarten van den Acker |
| T. Beran (S. Backes) – 49:11 | 3–0           |             |                               | Játékvezető: Vedran Krcelić Vonalbírók: Jonathan Burger Maarten van den Acker |
| R. Beran (B. Houdremont) – 54:41 | 4–0           |             |                               |                                                                               |
| S. Backes (T. Beran, S. Minden) – 55:06 | 5–0           |             |                               |                                                                               |

| 2013. április 18. 16:15 | Észak-Korea | 7–1 (1–1, 2–0, 5–0) | Görögország | Grandwest Ice Arena, Fokváros Nézőszám: 154 |

| Jegyzőkönyv | Jegyzőkönyv               | Jegyzőkönyv                                         | Jegyzőkönyv                        | Jegyzőkönyv                                                          |
| --- | ------------------------- | --------------------------------------------------- | ---------------------------------- | -------------------------------------------------------------------- |
| | Pak Kun-Hyok Pak Kuk-Chol | Kapusok                                             | Georgios Fiotakis Dalibor Ploutsis | Játékvezető: Mikko Kaukokari Vonalbírók: Ryan Marsh Elvijs Trankalis |
| \| Ri C-M. (Kim M-C.) – 08:22 \| 1–0 \| \| \| \| 1–1 \| 16:14 – K. Adamidis (I. Pachos, A. Valsamas-Rallis) \| \| Ri C-M. (Ri K-S., Ri P-I.) (PP) – 34:16 \| 2–1 \| \| \| Ri S-G. (Kim K-H., Ri K-S.) – 43:18 \| 3–1 \| \| \| Ri C-M. (Ri P-I.) (SH) – 44:13 \| 4–1 \| \| \| Ri P-I. (Ri S-G.) – 47:10 \| 5–1 \| \| \| Kim H-J. (Hong C-R.) – 52:25 \| 6–1 \| \| \| Jong S-I. (Ri C-M.) – 54:24 \| 7–1 \| \| |                           |                                                     |                                    | Játékvezető: Mikko Kaukokari Vonalbírók: Ryan Marsh Elvijs Trankalis |
| 14 perc | Büntetések                | 10 perc                                             |                                    | Játékvezető: Mikko Kaukokari Vonalbírók: Ryan Marsh Elvijs Trankalis |
| 29 | Lövések                   | 16                                                  |                                    | Játékvezető: Mikko Kaukokari Vonalbírók: Ryan Marsh Elvijs Trankalis |
| Ri C-M. (Kim M-C.) – 08:22 | 1–0                       |                                                     |                                    | Játékvezető: Mikko Kaukokari Vonalbírók: Ryan Marsh Elvijs Trankalis |
| | 1–1                       | 16:14 – K. Adamidis (I. Pachos, A. Valsamas-Rallis) |                                    | Játékvezető: Mikko Kaukokari Vonalbírók: Ryan Marsh Elvijs Trankalis |
| Ri C-M. (Ri K-S., Ri P-I.) (PP) – 34:16 | 2–1                       |                                                     |                                    | Játékvezető: Mikko Kaukokari Vonalbírók: Ryan Marsh Elvijs Trankalis |
| Ri S-G. (Kim K-H., Ri K-S.) – 43:18 | 3–1                       |                                                     |                                    |                                                                      |
| Ri C-M. (Ri P-I.) (SH) – 44:13 | 4–1                       |                                                     |                                    |                                                                      |
| Ri P-I. (Ri S-G.) – 47:10 | 5–1                       |                                                     |                                    |                                                                      |
| Kim H-J. (Hong C-R.) – 52:25 | 6–1                       |                                                     |                                    |                                                                      |
| Jong S-I. (Ri C-M.) – 54:24 | 7–1                       |                                                     |                                    |                                                                      |

| 2013. április 18. 20:00 | Dél-afrikai Köztársaság | 15–0 (7–0, 4–0, 4–0) | Egyesült Arab Emírségek | Grandwest Ice Arena, Fokváros Nézőszám: 780 |

| Jegyzőkönyv | Jegyzőkönyv              | Jegyzőkönyv | Jegyzőkönyv                        | Jegyzőkönyv                                                           |
| --- | ------------------------ | ----------- | ---------------------------------- | --------------------------------------------------------------------- |
| | Jack Nebe Lucian Lorenzo | Kapusok     | Ahmed Al-Dhaheri Khaled Al-Suwaidi | Játékvezető: Stian Halm Vonalbírók: Sindri Gunnarsson Tomas Lauksedis |
| \| U. Samaai (D. Magmoed, M. Reinecke) – 01:24 \| 1–0 \| \| \| J. Reinecke (M. Reinecke, U. Samaai) – 06:36 \| 2–0 \| \| \| A. Marais (C. Reeves) (PP) – 07:30 \| 3–0 \| \| \| C. Birrell – 08:23 \| 4–0 \| \| \| J. Reinecke (U. Samaai, L. Carelse) – 10:13 \| 5–0 \| \| \| M. Reinecke (J. Reinecke, R. Forsyth) – 13:46 \| 6–0 \| \| \| C. Reeves (L. Stringer, J. Gonslaves) – 16:40 \| 7–0 \| \| \| U. Samaai (J. Reinecke) – 28:54 \| 8–0 \| \| \| J. Valadas (J. Reinecke, C. Reeves) – 29:37 \| 9–0 \| \| \| J. Reinecke (M. Reinecke, D. Magmoed) – 35:36 \| 10–0 \| \| \| J. Reinecke (U. Samaai, L. Carelse) – 39:34 \| 11–0 \| \| \| M. Reinecke (U. Samaai) – 40:11 \| 12–0 \| \| \| J. Valadas (U. Samaai) – 41:51 \| 13–0 \| \| \| C. Reeves (J. Reinecke) – 44:04 \| 14–0 \| \| \| M. Giot (Z. du Plessis) – 49:10 \| 15–0 \| \| |                          |             |                                    | Játékvezető: Stian Halm Vonalbírók: Sindri Gunnarsson Tomas Lauksedis |
| 14 perc | Büntetések               | 18 perc     |                                    | Játékvezető: Stian Halm Vonalbírók: Sindri Gunnarsson Tomas Lauksedis |
| 77 | Lövések                  | 11          |                                    | Játékvezető: Stian Halm Vonalbírók: Sindri Gunnarsson Tomas Lauksedis |
| U. Samaai (D. Magmoed, M. Reinecke) – 01:24 | 1–0                      |             |                                    | Játékvezető: Stian Halm Vonalbírók: Sindri Gunnarsson Tomas Lauksedis |
| J. Reinecke (M. Reinecke, U. Samaai) – 06:36 | 2–0                      |             |                                    | Játékvezető: Stian Halm Vonalbírók: Sindri Gunnarsson Tomas Lauksedis |
| A. Marais (C. Reeves) (PP) – 07:30 | 3–0                      |             |                                    | Játékvezető: Stian Halm Vonalbírók: Sindri Gunnarsson Tomas Lauksedis |
| C. Birrell – 08:23 | 4–0                      |             |                                    |                                                                       |
| J. Reinecke (U. Samaai, L. Carelse) – 10:13 | 5–0                      |             |                                    |                                                                       |
| M. Reinecke (J. Reinecke, R. Forsyth) – 13:46 | 6–0                      |             |                                    |                                                                       |
| C. Reeves (L. Stringer, J. Gonslaves) – 16:40 | 7–0                      |             |                                    |                                                                       |
| U. Samaai (J. Reinecke) – 28:54 | 8–0                      |             |                                    |                                                                       |
| J. Valadas (J. Reinecke, C. Reeves) – 29:37 | 9–0                      |             |                                    |                                                                       |
| J. Reinecke (M. Reinecke, D. Magmoed) – 35:36 | 10–0                     |             |                                    |                                                                       |
| J. Reinecke (U. Samaai, L. Carelse) – 39:34 | 11–0                     |             |                                    |                                                                       |
| M. Reinecke (U. Samaai) – 40:11 | 12–0                     |             |                                    |                                                                       |
| J. Valadas (U. Samaai) – 41:51 | 13–0                     |             |                                    |                                                                       |
| C. Reeves (J. Reinecke) – 44:04 | 14–0                     |             |                                    |                                                                       |
| M. Giot (Z. du Plessis) – 49:10 | 15–0                     |             |                                    |                                                                       |

| 2013. április 19. 13:00 | Írország | 1–2 (0–0, 0–1, 1–1) | Észak-Korea | Grandwest Ice Arena, Fokváros Nézőszám: 113 |

| Jegyzőkönyv | Jegyzőkönyv | Jegyzőkönyv                  | Jegyzőkönyv  | Jegyzőkönyv                                                               |
| --- | ----------- | ---------------------------- | ------------ | ------------------------------------------------------------------------- |
| | Adam Pepper | Kapusok                      | Pak Kuk-Chol | Játékvezető: Mikko Kaukokari Vonalbírók: Jonathan Burger Elvijs Trankalis |
| \| \| 0–1 \| 39:20 – Ju S-H. (Jong S-I.) \| \| \| 0–2 \| 50:57 – Kim H-J. (Hong C-R.) \| \| G. Roberts – 51:49 \| 1–2 \| \| |             |                              |              | Játékvezető: Mikko Kaukokari Vonalbírók: Jonathan Burger Elvijs Trankalis |
| 4 perc | Büntetések  | 6 perc                       |              | Játékvezető: Mikko Kaukokari Vonalbírók: Jonathan Burger Elvijs Trankalis |
| 17 | Lövések     | 26                           |              | Játékvezető: Mikko Kaukokari Vonalbírók: Jonathan Burger Elvijs Trankalis |
| | 0–1         | 39:20 – Ju S-H. (Jong S-I.)  |              | Játékvezető: Mikko Kaukokari Vonalbírók: Jonathan Burger Elvijs Trankalis |
| | 0–2         | 50:57 – Kim H-J. (Hong C-R.) |              | Játékvezető: Mikko Kaukokari Vonalbírók: Jonathan Burger Elvijs Trankalis |
| G. Roberts – 51:49 | 1–2         |                              |              | Játékvezető: Mikko Kaukokari Vonalbírók: Jonathan Burger Elvijs Trankalis |

| 2013. április 19. 16:15 | Egyesült Arab Emírségek | 1–8 (0–4, 0–3, 1–1) | Luxemburg | Grandwest Ice Arena, Fokváros Nézőszám: 159 |

| Jegyzőkönyv | Jegyzőkönyv      | Jegyzőkönyv                                        | Jegyzőkönyv     | Jegyzőkönyv                                                   |
| --- | ---------------- | -------------------------------------------------- | --------------- | ------------------------------------------------------------- |
| | Ahmed Al-Dhaheri | Kapusok                                            | Philippe Lepage | Játékvezető: Stian Halm Vonalbírók: Ryan Marsh Ramon Sterkens |
| \| \| 0–1 \| 00:08 – B. Welter (R. Beran) \| \| \| 0–2 \| 04:56 – S. Backes (R. Scheier) \| \| \| 0–3 \| 07:21 – B. Houdremont (R. Beran, K. Gronlund) (PP) \| \| \| 0–4 \| 12:28 – T. Beran (S. Backes, S. Minden) \| \| \| 0–5 \| 25:53 – T. Beran (S. Minden, S. Backes) \| \| \| 0–6 \| 36:59 – S. Backes (S. Minden, T. Beran) \| \| \| 0–7 \| 39:26 – B. Welter (R. Beran) \| \| J. Al-Dhaheri (O. Al-Muharrami) – 47:57 \| 1–7 \| \| \| \| 1–8 \| 49:42 – Y. Back (K. Gronlund) \| |                  |                                                    |                 | Játékvezető: Stian Halm Vonalbírók: Ryan Marsh Ramon Sterkens |
| 18 perc | Büntetések       | 2 perc                                             |                 | Játékvezető: Stian Halm Vonalbírók: Ryan Marsh Ramon Sterkens |
| 16 | Lövések          | 36                                                 |                 | Játékvezető: Stian Halm Vonalbírók: Ryan Marsh Ramon Sterkens |
| | 0–1              | 00:08 – B. Welter (R. Beran)                       |                 | Játékvezető: Stian Halm Vonalbírók: Ryan Marsh Ramon Sterkens |
| | 0–2              | 04:56 – S. Backes (R. Scheier)                     |                 | Játékvezető: Stian Halm Vonalbírók: Ryan Marsh Ramon Sterkens |
| | 0–3              | 07:21 – B. Houdremont (R. Beran, K. Gronlund) (PP) |                 | Játékvezető: Stian Halm Vonalbírók: Ryan Marsh Ramon Sterkens |
| | 0–4              | 12:28 – T. Beran (S. Backes, S. Minden)            |                 |                                                               |
| | 0–5              | 25:53 – T. Beran (S. Minden, S. Backes)            |                 |                                                               |
| | 0–6              | 36:59 – S. Backes (S. Minden, T. Beran)            |                 |                                                               |
| | 0–7              | 39:26 – B. Welter (R. Beran)                       |                 |                                                               |
| J. Al-Dhaheri (O. Al-Muharrami) – 47:57 | 1–7              |                                                    |                 |                                                               |
| | 1–8              | 49:42 – Y. Back (K. Gronlund)                      |                 |                                                               |

| 2013. április 19. 20:00 | Görögország | 1–8 (0–2, 0–5, 1–1) | Dél-afrikai Köztársaság | Grandwest Ice Arena, Fokváros Nézőszám: 1017 |

| Jegyzőkönyv | Jegyzőkönyv      | Jegyzőkönyv                                       | Jegyzőkönyv | Jegyzőkönyv                                                                   |
| --- | ---------------- | ------------------------------------------------- | ----------- | ----------------------------------------------------------------------------- |
| | Dalibor Ploutsis | Kapusok                                           | Jack Nebe   | Játékvezető: Marius Iliescu Vonalbírók: Tomas Lauksedis Maarten van den Acker |
| \| \| 0–1 \| 03:29 – L. Carelse (A. Marais) (PP) \| \| \| 0–2 \| 19:50 – U. Samaai (D. Watson, J. Reinecke) \| \| \| 0–3 \| 23:21 – P. Gonsalves (M. Reinecke, J. Reinecke) \| \| \| 0–4 \| 27:36 – C. Reeves (PP) \| \| \| 0–5 \| 29:40 – J. Reinecke (D. Magmoed, M. Reinecke) \| \| \| 0–6 \| 30:01 – J. Reinecke (M. Reinecke) \| \| \| 0–7 \| 38:32 – J. Valadas (A. Marais, J. Gonsalves) (PP) \| \| P. Koulouris (D. Kalyvas, R. Fournogerakis) (PP) – 47:49 \| 1–7 \| \| \| \| 1–8 \| 55:36 – C. Nebe (C. Birrell) \| |                  |                                                   |             | Játékvezető: Marius Iliescu Vonalbírók: Tomas Lauksedis Maarten van den Acker |
| 30 perc | Büntetések       | 18 perc                                           |             | Játékvezető: Marius Iliescu Vonalbírók: Tomas Lauksedis Maarten van den Acker |
| 19 | Lövések          | 55                                                |             | Játékvezető: Marius Iliescu Vonalbírók: Tomas Lauksedis Maarten van den Acker |
| | 0–1              | 03:29 – L. Carelse (A. Marais) (PP)               |             | Játékvezető: Marius Iliescu Vonalbírók: Tomas Lauksedis Maarten van den Acker |
| | 0–2              | 19:50 – U. Samaai (D. Watson, J. Reinecke)        |             | Játékvezető: Marius Iliescu Vonalbírók: Tomas Lauksedis Maarten van den Acker |
| | 0–3              | 23:21 – P. Gonsalves (M. Reinecke, J. Reinecke)   |             | Játékvezető: Marius Iliescu Vonalbírók: Tomas Lauksedis Maarten van den Acker |
| | 0–4              | 27:36 – C. Reeves (PP)                            |             |                                                                               |
| | 0–5              | 29:40 – J. Reinecke (D. Magmoed, M. Reinecke)     |             |                                                                               |
| | 0–6              | 30:01 – J. Reinecke (M. Reinecke)                 |             |                                                                               |
| | 0–7              | 38:32 – J. Valadas (A. Marais, J. Gonsalves) (PP) |             |                                                                               |
| P. Koulouris (D. Kalyvas, R. Fournogerakis) (PP) – 47:49 | 1–7              |                                                   |             |                                                                               |
| | 1–8              | 55:36 – C. Nebe (C. Birrell)                      |             |                                                                               |

| 2013. április 21. 13:00 | Luxemburg | 3–2 (2–0, 0–1, 1–1) | Görögország | Grandwest Ice Arena, Fokváros Nézőszám: 187 |

| Jegyzőkönyv | Jegyzőkönyv   | Jegyzőkönyv                            | Jegyzőkönyv      | Jegyzőkönyv                                                                |
| --- | ------------- | -------------------------------------- | ---------------- | -------------------------------------------------------------------------- |
| | Michel Welter | Kapusok                                | Dalibor Ploutsis | Játékvezető: Mikko Kaukokari Vonalbírók: Jonathan Burger Sindri Gunnarsson |
| \| F. Schons (R. Beran) (PP) – 09:51 \| 1–0 \| \| \| F. Schons (T. Beran, S. Backes) – 14:42 \| 2–0 \| \| \| \| 2–1 \| 23:21 – E. Fournogerakis \| \| B. Schneider (C. Waltener) – 43:18 \| 3–1 \| \| \| \| 3–2 \| 53:37 – G. Kalyvas (P. Koulouris) (PP) \| |               |                                        |                  | Játékvezető: Mikko Kaukokari Vonalbírók: Jonathan Burger Sindri Gunnarsson |
| 8 perc | Büntetések    | 10 perc                                |                  | Játékvezető: Mikko Kaukokari Vonalbírók: Jonathan Burger Sindri Gunnarsson |
| 20 | Lövések       | 26                                     |                  | Játékvezető: Mikko Kaukokari Vonalbírók: Jonathan Burger Sindri Gunnarsson |
| F. Schons (R. Beran) (PP) – 09:51 | 1–0           |                                        |                  | Játékvezető: Mikko Kaukokari Vonalbírók: Jonathan Burger Sindri Gunnarsson |
| F. Schons (T. Beran, S. Backes) – 14:42 | 2–0           |                                        |                  | Játékvezető: Mikko Kaukokari Vonalbírók: Jonathan Burger Sindri Gunnarsson |
| | 2–1           | 23:21 – E. Fournogerakis               |                  | Játékvezető: Mikko Kaukokari Vonalbírók: Jonathan Burger Sindri Gunnarsson |
| B. Schneider (C. Waltener) – 43:18 | 3–1           |                                        |                  |                                                                            |
| | 3–2           | 53:37 – G. Kalyvas (P. Koulouris) (PP) |                  |                                                                            |

| 2013. április 21. 16:15 | Írország | 7–3 (3–1, 2–0, 2–2) | Egyesült Arab Emírségek | Grandwest Ice Arena, Fokváros Nézőszám: 217 |

| Jegyzőkönyv | Jegyzőkönyv | Jegyzőkönyv                                            | Jegyzőkönyv       | Jegyzőkönyv                                                        |
| --- | ----------- | ------------------------------------------------------ | ----------------- | ------------------------------------------------------------------ |
| | Adam Pepper | Kapusok                                                | Khaled Al-Suwaidi | Játékvezető: Marius Iliescu Vonalbírók: Tomas Lauksedis Ryan Marsh |
| \| S. Dooley (G. Roberts, C. Redmond (PP) – 05:07 \| 1–0 \| \| \| \| 1–1 \| 07:36 – S. Al-Nuaimi (F. Al-Blooshi) \| \| S. Balmer (S. Adams, G. Roberts) – 09:34 \| 2–1 \| \| \| S. Coleman (C. Redmond, A. Jackson-Wyatt) – 16:06 \| 3–1 \| \| \| G. Roberts (S. Balmer) (SH) – 35:36 \| 4–1 \| \| \| G. Roberts (J. Cummins) – 38:39 \| 5–1 \| \| \| G. Roberts (SH) – 40:50 \| 6–1 \| \| \| S. Dooley (C. Redmond) (SH2) – 42:49 \| 7–1 \| \| \| \| 7–2 \| 50:10 – A. Al-Mazrouei (O. Al-Shamisi) (PP) \| \| \| 7–3 \| 59:51 – S. Al-Romaithi (F. Al-Blooshi, K. Al-Mahrouqi) \| |             |                                                        |                   | Játékvezető: Marius Iliescu Vonalbírók: Tomas Lauksedis Ryan Marsh |
| 58 perc | Büntetések  | 6 perc                                                 |                   | Játékvezető: Marius Iliescu Vonalbírók: Tomas Lauksedis Ryan Marsh |
| 33 | Lövések     | 29                                                     |                   | Játékvezető: Marius Iliescu Vonalbírók: Tomas Lauksedis Ryan Marsh |
| S. Dooley (G. Roberts, C. Redmond (PP) – 05:07 | 1–0         |                                                        |                   | Játékvezető: Marius Iliescu Vonalbírók: Tomas Lauksedis Ryan Marsh |
| | 1–1         | 07:36 – S. Al-Nuaimi (F. Al-Blooshi)                   |                   | Játékvezető: Marius Iliescu Vonalbírók: Tomas Lauksedis Ryan Marsh |
| S. Balmer (S. Adams, G. Roberts) – 09:34 | 2–1         |                                                        |                   | Játékvezető: Marius Iliescu Vonalbírók: Tomas Lauksedis Ryan Marsh |
| S. Coleman (C. Redmond, A. Jackson-Wyatt) – 16:06 | 3–1         |                                                        |                   |                                                                    |
| G. Roberts (S. Balmer) (SH) – 35:36 | 4–1         |                                                        |                   |                                                                    |
| G. Roberts (J. Cummins) – 38:39 | 5–1         |                                                        |                   |                                                                    |
| G. Roberts (SH) – 40:50 | 6–1         |                                                        |                   |                                                                    |
| S. Dooley (C. Redmond) (SH2) – 42:49 | 7–1         |                                                        |                   |                                                                    |
| | 7–2         | 50:10 – A. Al-Mazrouei (O. Al-Shamisi) (PP)            |                   |                                                                    |
| | 7–3         | 59:51 – S. Al-Romaithi (F. Al-Blooshi, K. Al-Mahrouqi) |                   |                                                                    |

| 2013. április 21. 20:00 | Dél-afrikai Köztársaság | 4–1 (1–0, 1–0, 2–1) | Észak-Korea | Grandwest Ice Arena, Fokváros Nézőszám: 1154 |

| Jegyzőkönyv | Jegyzőkönyv | Jegyzőkönyv                | Jegyzőkönyv               | Jegyzőkönyv                                                             |
| --- | ----------- | -------------------------- | ------------------------- | ----------------------------------------------------------------------- |
| | Jack Nebe   | Kapusok                    | Pak Kuk-Chol Pak Kun-Hyok | Játékvezető: Vedran Krcelić Vonalbírók: Ramon Sterkens Elvijs Trankalis |
| \| J. Reinecke (M. Reinecke) (SH) – 02:16 \| 1–0 \| \| \| M. Giot (M. Reinecke) – 20:30 \| 2–0 \| \| \| \| 2–1 \| 47:21 – Kim H-J. (Ri C-M.) \| \| M. Reinecke (J. Reinecke, U. Samaai) – 52:37 \| 3–1 \| \| \| J. Reinecke (M. Reinecke, U. Samaai) – 53:12 \| 4–1 \| \| |             |                            |                           | Játékvezető: Vedran Krcelić Vonalbírók: Ramon Sterkens Elvijs Trankalis |
| 10 perc | Büntetések  | 2 perc                     |                           | Játékvezető: Vedran Krcelić Vonalbírók: Ramon Sterkens Elvijs Trankalis |
| 21 | Lövések     | 34                         |                           | Játékvezető: Vedran Krcelić Vonalbírók: Ramon Sterkens Elvijs Trankalis |
| J. Reinecke (M. Reinecke) (SH) – 02:16 | 1–0         |                            |                           | Játékvezető: Vedran Krcelić Vonalbírók: Ramon Sterkens Elvijs Trankalis |
| M. Giot (M. Reinecke) – 20:30 | 2–0         |                            |                           | Játékvezető: Vedran Krcelić Vonalbírók: Ramon Sterkens Elvijs Trankalis |
| | 2–1         | 47:21 – Kim H-J. (Ri C-M.) |                           | Játékvezető: Vedran Krcelić Vonalbírók: Ramon Sterkens Elvijs Trankalis |
| M. Reinecke (J. Reinecke, U. Samaai) – 52:37 | 3–1         |                            |                           |                                                                         |
| J. Reinecke (M. Reinecke, U. Samaai) – 53:12 | 4–1         |                            |                           |                                                                         |